# 平山街道 (桂林市)
平山街道是中华人民共和国广西壮族自治区桂林市象山区下辖的一个街道。

## 行政区划
平山街道下辖以下地区：
同心社区、银海社区、龙泉社区、力创社区、平山东社区、平山西社区、大风山社区、瓦窑社区、将军桥社区、溪园社区、猴山社区、净瓶社区、凯风社区、同心村和平山村。